# Премія «Еммі» за найкращу жіночу роль у мінісеріалі або серіалі-антології, або телефільмі
Це список лауреатів і номінантів на премію «Еммі» за найкращу жіночу роль у мінісеріалі або серіалі-антології, або телефільмі.

## Лауреати й номінанти

### 2000-ні
| Рік          | Номінант            | Роль                                                  | Серіал                                      | Телеканал |
| 2001 (53-тя) | Джуді Девіс         | Джуді Ґарленд                                         | Життя з Джуді Ґарленд                       | ABC       |
| 2001 (53-тя) | Джуді Денч          | Елізабет Гарман                                       | Остання з білявок-красунь                   | HBO       |
| 2001 (53-тя) | Голлі Гантер        | Біллі Джин Кінг                                       | Коли Біллі перемагає Боббі                  | ABC       |
| 2001 (53-тя) | Ганна Тейлор-Ґордон | Анна Франк                                            | Анна Франк                                  | ABC       |
| 2001 (53-тя) | Емма Томпсон        | Вівіан Берінг                                         | Епілог                                      | HBO       |
| 2002 (54-та) | Лора Лінні          | Айріс Бравард                                         | Неприборкана Айріс                          | Showtime  |
| 2002 (54-та) | Джина Роулендс      | Мінні Брінн                                           | Неприборкана Айріс                          | Showtime  |
| 2002 (54-та) | Анджела Бассетт     | Роза Паркс                                            | Історія Рози Паркс                          | СBS       |
| 2002 (54-та) | Блайт Даннер        | Корінн Малвейні                                       | Ми були Малвейні                            | Lifetime  |
| 2002 (54-та) | Ванесса Редґрейв    | Клементина Черчилль                                   | Наближається шторм                          | HBO       |
| 2003 (55-та) | Меггі Сміт          | Емілі Делаханті                                       | Мій будинок в Умбрії                        | HBO       |
| 2003 (55-та) | Тора Берч           | Ліз Мюррей                                            | Безпритульні в Гарварді: історія Ліз Мюррей | Lifetime  |
| 2003 (55-та) | Гелена Бонем Картер | Інгрід Франек                                         | Прямий ефір з Багдада                       | HBO       |
| 2003 (55-та) | Джессіка Ленґ       | Ірма Епплвуд                                          | Нормальний                                  | HBO       |
| 2003 (55-та) | Гелен Міррен        | Карен Стоун                                           | Римська весна місис Стоун                   | Showtime  |
| 2004 (56-та) | Меріл Стріп         | Ганна Пітт / Етель Розенберг / Ребе / Ангел Австралії | Ангели в Америці                            | HBO       |
| 2004 (56-та) | Емма Томпсон        | сестра Емілі/безпритульна жінка/Ангел Америки         | Ангели в Америці                            | HBO       |
| 2004 (56-та) | Гленн Клоуз         | Елеонора Аквітанська                                  | Лев узимку                                  | Showtime  |
| 2004 (56-та) | Джуді Девіс         | Ненсі Рейган                                          | Рейгани                                     | Showtime  |
| 2004 (56-та) | Гелен Міррен        | Джейн Теннісон                                        | Головний підозрюваний 6: Останній свідок    | PBS       |
| 2005 (57-ма) | С. Епата Меркерсон  | Рейчел «Ненні» Кросбі                                 | Лакаванна Блюс                              | HBO       |
| 2005 (57-ма) | Холлі Беррі         | Джейні Кроуфорд                                       | Їхні очі бачили Бога                        | ABC       |
| 2005 (57-ма) | Блайт Даннер        | Ребекка Девітч                                        | Коли ми були дорослими                      | CBS       |
| 2005 (57-ма) | Синтія Ніксон       | Елеонора Рузвельт                                     | Теплі джерела                               | HBO       |
| 2005 (57-ма) | Дебра Вінгер        | Зоря Анна                                             | Зоря Анна                                   | Lifetime  |
| 2006 (58-ма) | Гелен Міррен        | Єлизавета І                                           | Єлизавета І                                 | HBO       |
| 2006 (58-ма) | Джилліан Андерсон   | Леді Дедлок                                           | Холодний дім                                | PBS       |
| 2006 (58-ма) | Кеті Бейтс          | Джейн Стерн                                           | Дівчина зі швидкої допомоги                 | Lifetime  |
| 2006 (58-ма) | Джуді Девіс         | Санте Кімес                                           | Дрібниця під назвою «Вбивство»              | Lifetime  |
| 2006 (58-ма) | Аннетт Бенінг       | Джин Гарріс                                           | Місіс Гарріс                                | HBO       |
| 2007 (59-та) | Гелен Міррен        | Джейн Теннісон                                        | Головний підозрюваний                       | PBS       |
| 2007 (59-та) | Квін Латіфа         | Ана Воллес                                            | Життєзабезпечення                           | HBO       |
| 2007 (59-та) | Дебра Мессінг       | Моллі Каган                                           | Розлучення по-голлівудськи                  | USA       |
| 2007 (59-та) | Мері-Луїз Паркер    | Зенія Арден                                           | Наречена-злодійка                           | Oxygen    |
| 2007 (59-та) | Джина Роулендс      | Мелісса Айзенблум                                     | Що, якби Бог був Сонцем?                    | Lifetime  |
| 2008 (60-та) | Лора Лінні          | Ебігейль Адамс                                        | Джон Адамс                                  | HBO       |
| 2008 (60-та) | Джуді Денч          | Метті Дженкінс                                        | Кренфорд                                    | PBS       |
| 2008 (60-та) | Сьюзен Сарандон     | Доріс Дьюк                                            | Бернард і Доріс                             | HBO       |
| 2008 (60-та) | Кетрін Кінер        | Гертруда Банічевські                                  | Американський злочин                        | Showtime  |
| 2008 (60-та) | Фелиція Рашад       | Лена мол.                                             | Родзинка на сонці                           | ABC       |
| 2009 (61-ша) | Джессіка Ленґ       | Едіт Був'є Біл ст.                                    | Сірі сади                                   | HBO       |
| 2009 (61-ша) | Ширлі Маклейн       | Коко Шанель                                           | Коко Шанель                                 | Lifetime  |
| 2009 (61-ша) | Сігурні Вівер       | Мері Гріффіт                                          | Молитви за Боббі                            | Lifetime  |
| 2009 (61-ша) | Дрю Беррімор        | Едіт Був'є Біл мол.                                   | Сірі сади                                   | HBO       |
| 2009 (61-ша) | Чандра Вілсон       | Івонн Колдвелл                                        | Випадкова дружба                            | Hallmark  |

### 2010-ті
| Рік          | Номінант            | Роль                          | Серіал                                                      | Телеканал   |
| 2010 (62-га) | Клер Дейнс          | Темпл Ґрандін                 | Темпл Ґрандін                                               | HBO         |
| 2010 (62-га) | Джоан Аллен         | Джорджія О'Кіф                | Джорджія О'Кіф                                              | Lifetime    |
| 2010 (62-га) | Гоуп Девіс          | Гілларі Клінтон               | Особливі стосунки                                           | HBO         |
| 2010 (62-га) | Меггі Сміт          | Мері Гіллберт                 | Захоплюючись Мері                                           | HBO         |
| 2010 (62-га) | Джуді Денч          | Метті Дженкінс                | Повернення до Кренфорду                                     | PBS         |
| 2011 (63-тя) | Кейт Вінслет        | Мілдред Пірс                  | Мілдред Пірс                                                | HBO         |
| 2011 (63-тя) | Тараджі Генсон      | Тіффані Рубін                 | Викрадений син: Історія Тіффані Рубін                       | Lifetime    |
| 2011 (63-тя) | Даян Лейн           | Пет Лоуд                      | Правдиве кіно                                               | HBO         |
| 2011 (63-тя) | Джин Марш           | Роуз Бак                      | Нагорі, внизу                                               | PBS         |
| 2011 (63-тя) | Елізабет Макговерн  | Кора Кровлі, графиня Грентем  | Абатство Даунтон                                            | PBS         |
| 2012 (64-та) | Джуліанна Мур       | Сара Пелін                    | Гра змінилась                                               | HBO         |
| 2012 (64-та) | Конні Бріттон       | Вів'єн Гармон                 | Американська історія жаху                                   | FX          |
| 2012 (64-та) | Ешлі Джад           | Ребекка Вінстоун              | Зниклий                                                     | ABC         |
| 2012 (64-та) | Ніколь Кідман       | Марта Ґеллгорн                | Гемінґвей та Ґеллгорн                                       | HBO         |
| 2012 (64-та) | Емма Томпсон        | Вона                          | Пісня ланчу                                                 | PBS         |
| 2013 (65-та) | Лора Лінні          | Кеті Джемісон                 | Невиліковне Це (4-й сезон)                                  | Showtime    |
| 2013 (65-та) | Джессіка Ленґ       | Джуд Мартін                   | Американська історія жаху: Притулок                         | FX          |
| 2013 (65-та) | Гелен Міррен        | Лінда Кенні Бадден            | Філ Спектор                                                 | HBO         |
| 2013 (65-та) | Елізабет Мосс       | Робін Гріффін                 | Вершина озера                                               | Sundance    |
| 2013 (65-та) | Сігурні Вівер       | Елейн Берріш                  | Політичні тварини                                           | USA         |
| 2014 (66-та) | Джессіка Ленґ       | Фіона Гуд                     | Американська історія жаху: Шабаш                            | FX          |
| 2014 (66-та) | Гелена Бонем Картер | Елізабет Тейлор               | Бертон і Тейлор                                             | BBC America |
| 2014 (66-та) | Мінні Драйвер       | Меггі Роял                    | Повернення до нуля                                          | Lifetime    |
| 2014 (66-та) | Сіселі Тайсон       | Керрі Воттс                   | Подорож до Баунтіфулу                                       | Lifetime    |
| 2014 (66-та) | Сара Полсон         | Корделія Фокс                 | Американська історія жаху: Шабаш                            | FX          |
| 2014 (66-та) | Крістен Віг         | Синтія Моргаус                | Здобич Вавилону                                             | IFC         |
| 2015 (67-ма) | Френсіс МакДорманд  | Олівія Кіттерідж              | Олівія Кіттерідж                                            | HBO         |
| 2015 (67-ма) | Меггі Джилленгол    | Несса Штейн                   | Шляхетна жінка                                              | Sundance    |
| 2015 (67-ма) | Фелісіті Гаффман    | Барб Генлон                   | Американський злочин                                        | ABC         |
| 2015 (67-ма) | Джессіка Ленґ       | Ельза Марс                    | Американська історія жаху: Шоу виродків                     | FX          |
| 2015 (67-ма) | Квін Латіфа         | Бессі Сміт                    | Бессі                                                       | HBO         |
| 2015 (67-ма) | Емма Томпсон        | Місіс Лаветт                  | Свіні Тодд: перукар-демон із Фліт-стріт                     | PBS         |
| 2016 (68-ма) | Сара Полсон         | Марша Кларк                   | Американська історія злочинів: Народ проти О. Джея Сімпсона | FX          |
| 2016 (68-ма) | Одра МакДональд     | Біллі Голідей                 | День леді в гриль-барі Емерсона                             | HBO         |
| 2016 (68-ма) | Керрі Вашингтон     | Аніта Гілл                    | Слухання                                                    | HBO         |
| 2016 (68-ма) | Фелісіті Гаффман    | Леслі Грем                    | Американський злочин                                        | ABC         |
| 2016 (68-ма) | Лілі Тейлор         | Енн Блейн                     | Американський злочин                                        | ABC         |
| 2016 (68-ма) | Кірстен Данст       | Пеґі Бламквіст                | Фарґо                                                       | FX          |
| 2017 (69-та) | Ніколь Кідман       | Селеста Райт                  | Велика маленька брехня                                      | HBO         |
| 2017 (69-та) | Фелісіті Гаффман    | Жанетт Гесбі                  | Американський злочин                                        | ABC         |
| 2017 (69-та) | Джессіка Ленґ       | Джоан Кроуфорд                | Ворожнеча: Бетті та Джоан                                   | FX          |
| 2017 (69-та) | Сьюзен Сарандон     | Бетті Девіс                   | Ворожнеча: Бетті та Джоан                                   | FX          |
| 2017 (69-та) | Керрі Кун           | Глорія Бегл                   | Фарґо                                                       | FX          |
| 2017 (69-та) | Різ Візерспун       | Меделін Марта Маккензі        | Велика маленька брехня                                      | HBO         |
| 2018 (70-та) | Реджина Кінг        | Латрис Батлер                 | Сім секунд                                                  | Netflix     |
| 2018 (70-та) | Джессіка Біл        | Кора Таннетті                 | Грішники                                                    | USA         |
| 2018 (70-та) | Лора Дерн           | Дженніфер Фокс                | Розповідь                                                   | HBO         |
| 2018 (70-та) | Сара Полсон         | Еллісон «Еллі» Мейфер-Річардс | Американська історія жаху: Культ                            | FX          |
| 2018 (70-та) | Мішель Докері       | Еліс Флетчер                  | Забуті Богом                                                | Netflix     |
| 2018 (70-та) | Іді Фалко           | Леслі Абрамсон                | Закон і порядок: Справжній злочин                           | NBC         |
| 2019 (71-ша) | Мішель Вільямс      | Гвен Вердон                   | Фоссі/Вердон                                                | FX          |
| 2019 (71-ша) | Емі Адамс           | Камілла Прікер                | Гострі предмети                                             | HBO         |
| 2019 (71-ша) | Патриція Аркетт     | Джойс «Тіллі» Мітчелл         | Утеча з в'язниці Даннемора                                  | Showtime    |
| 2019 (71-ша) | Онжаню Елліс        | Шаронн Салаам                 | Коли вони нас побачать                                      | Netflix     |
| 2019 (71-ша) | Нісі Неш            | Долорес Вайс                  | Коли вони нас побачать                                      | Netflix     |
| 2019 (71-ша) | Джої Кінг           | Джипсі Роуз Бланчард          | Вдавання                                                    | Hulu        |

### 2020-ті
| Рік          | Номінант        | Роль                | Серіал                                   | Телеканал |
| 2020 (72-га) | Реджина Кінг    | Анджела Абрахам     | Вартові                                  | HBO       |
| 2020 (72-га) | Кейт Бланшетт   | Філліс Шлефлі       | Місіс Америка                            | FX        |
| 2020 (72-га) | Шира Хаас       | Естер «Есті» Шапіро | Неортодоксальна                          | Netflix   |
| 2020 (72-га) | Октавія Спенсер | Мадам Сі Джей Вокер | Мадам Сі Джей Вокер                      | Netflix   |
| 2020 (72-га) | Керрі Вашингтон | Міа Воррен          | Усюди жевріють пожежі                    | Hulu      |
| 2021 (73-тя) | Кейт Вінслет    | Мейр Шиєн           | Мейр з Істтауна                          | HBO       |
| 2021 (73-тя) | Мікаела Коел    | Арабелла Ессіеду    | Я можу знищити тебе                      | HBO       |
| 2021 (73-тя) | Синтія Еріво    | Арета Франклін      | Геній                                    | Nat Geo   |
| 2021 (73-тя) | Елізабет Олсен  | Ванда Максимова     | ВандаВіжн                                | Disney+   |
| 2021 (73-тя) | Аня Тейлор-Джой | Елізабет Гармон     | Ферзевий гамбіт                          | Netflix   |
| 2022 (74-та) | Аманда Сейфрід  | Елізабет Голмс      | Вибула                                   | Hulu      |
| 2022 (74-та) | Тоні Коллетт    | Кейтлін Петерсон    | Сходи                                    | HBO       |
| 2022 (74-та) | Джулія Гарнер   | Анна Делві          | Вигадана Анна                            | Netflix   |
| 2022 (74-та) | Лілі Джеймс     | Памела Андерсон     | Пем і Томмі                              | Hulu      |
| 2022 (74-та) | Сара Полсон     | Лінда Тріпп         | Американська історія злочинів: Імпічмент | FX        |
| 2022 (74-та) | Марґарет Кволлі | Алекс Рассел        | Покоївка                                 | Netflix   |